# Çataltepe, Manyas
Çataltepe là một xã thuộc huyện Manyas, tỉnh Balıkesir, Thổ Nhĩ Kỳ. Dân số thời điểm năm 2010 là 123 người.